# Pedicularis nipponica
Pedicularis nipponica är en snyltrotsväxtart som beskrevs av Tomitaro Makino. Pedicularis nipponica ingår i släktet spiror, och familjen snyltrotsväxter. Inga underarter finns listade i Catalogue of Life.

## Bildgalleri

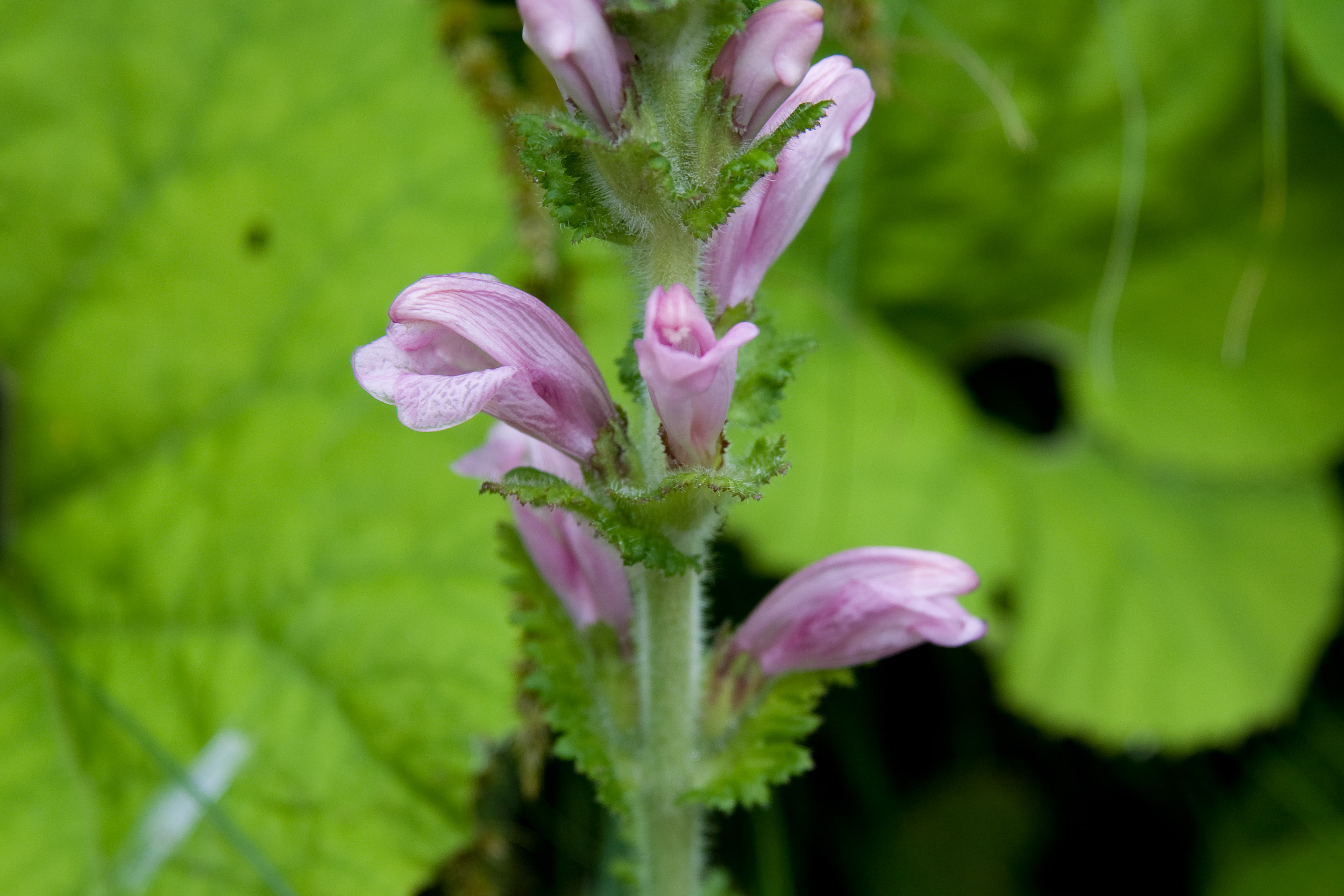
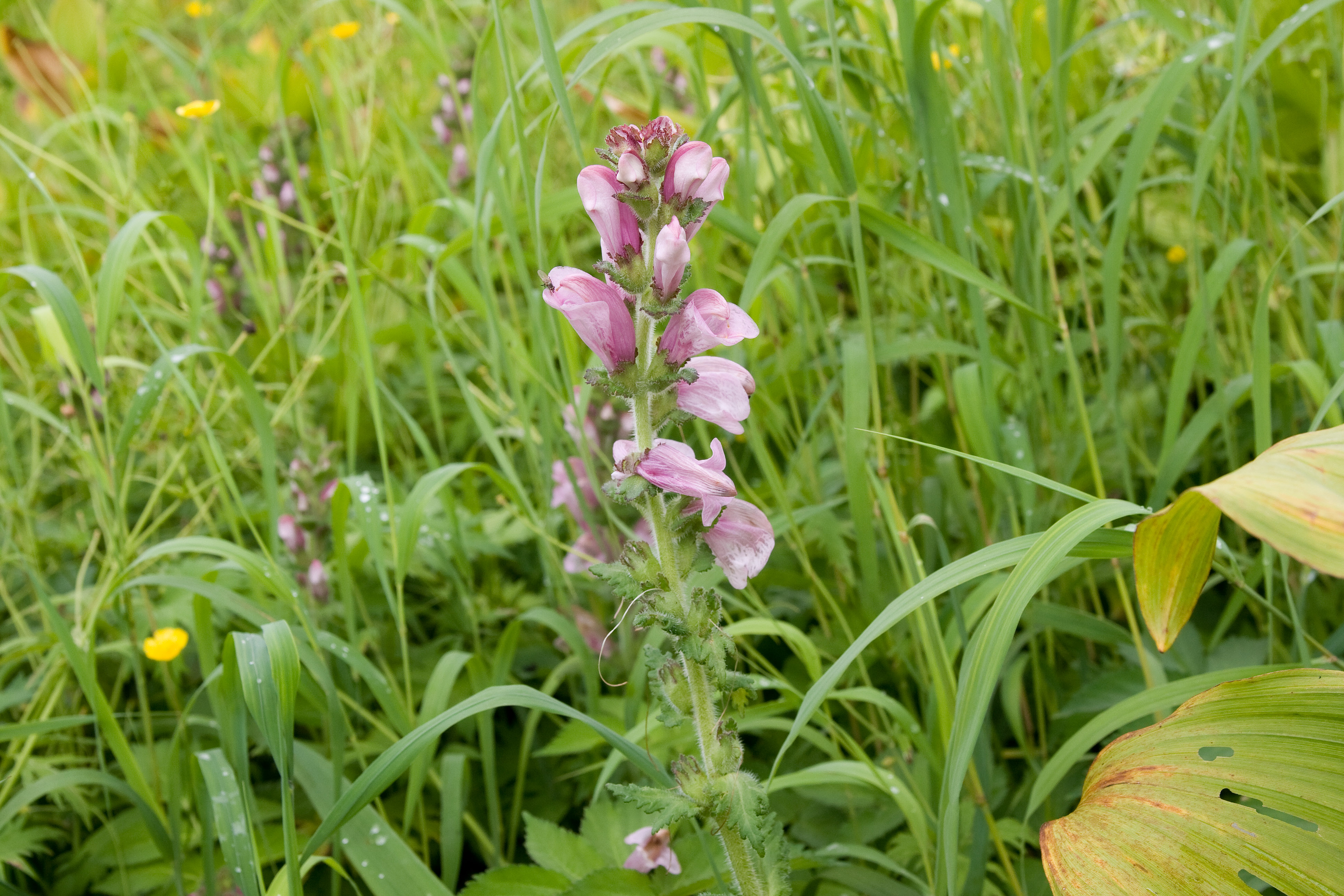
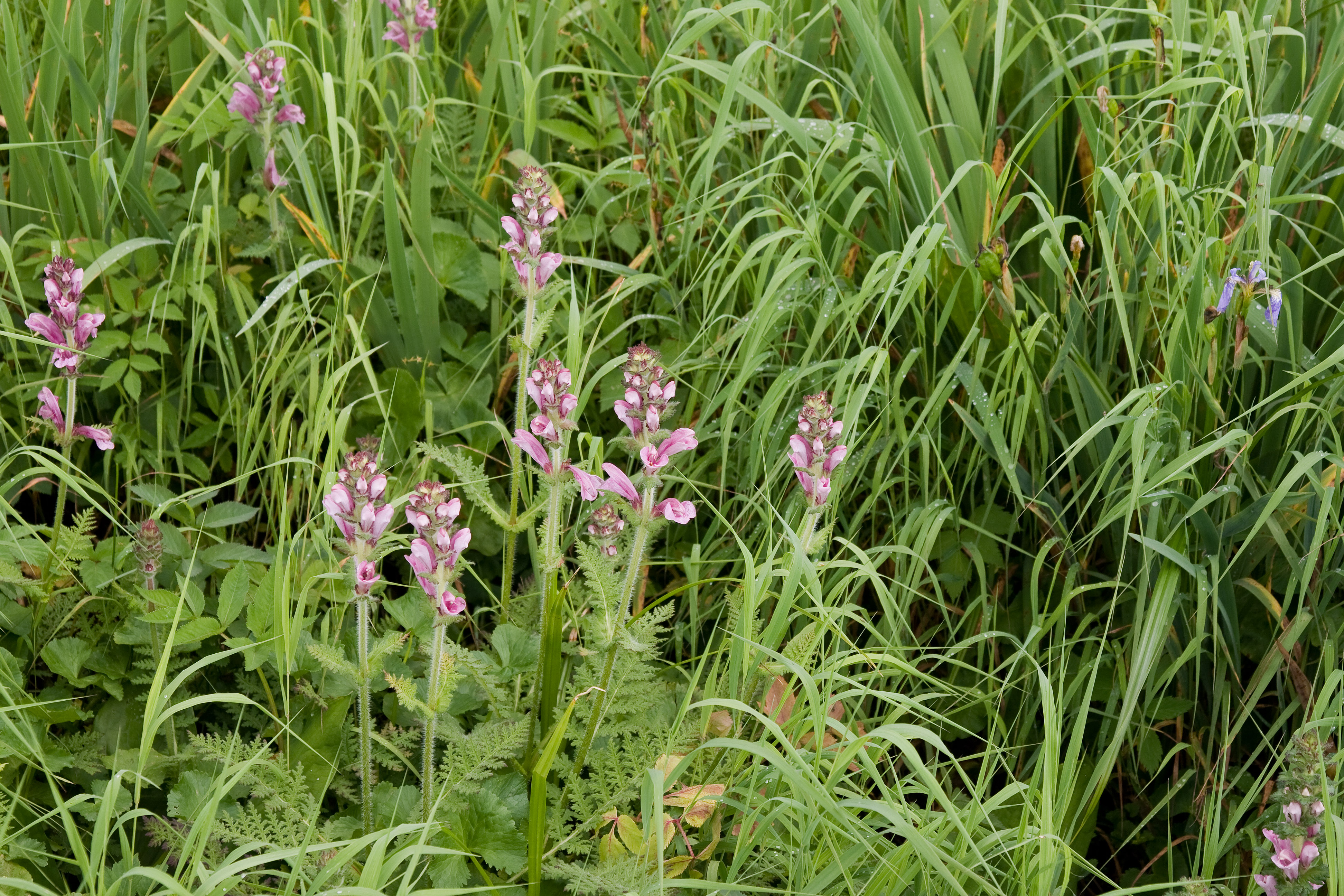
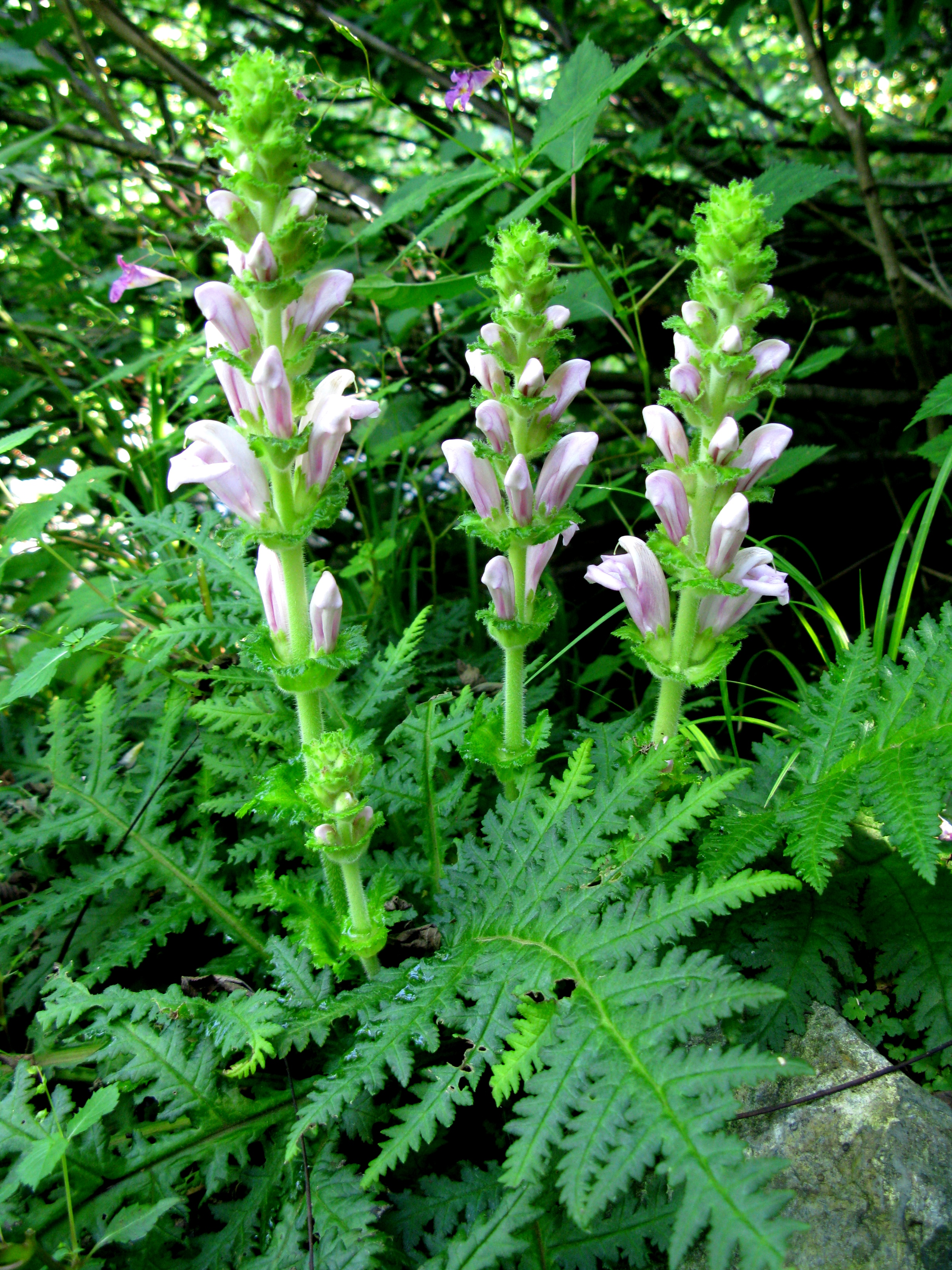
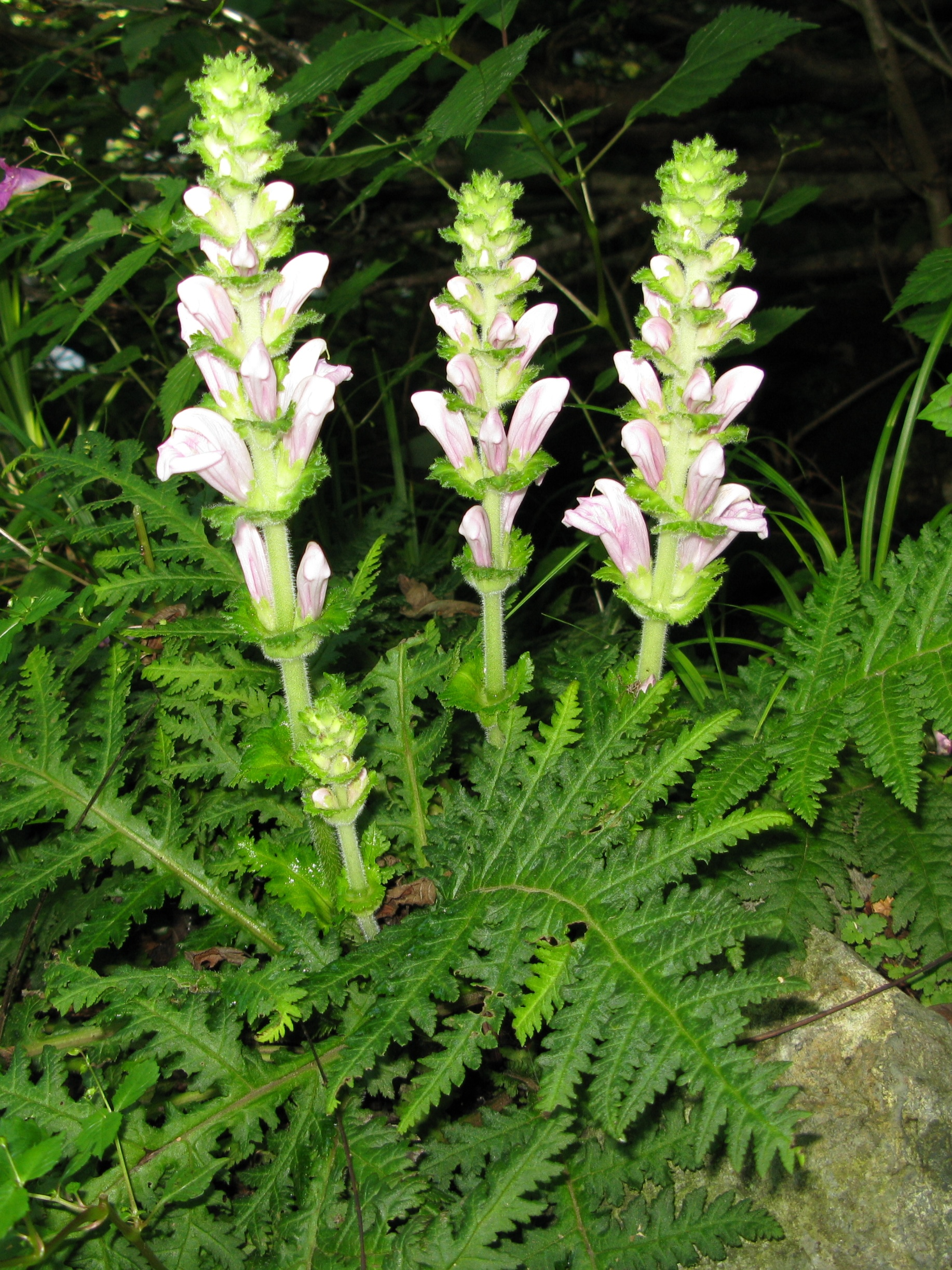